# 白髭神社 (墨田区立花)
白髭神社（しらひげじんじゃ）は、東京都墨田区立花にある神社。

## 概要
1682年（天和2年）に創建された。葛西川村の鎮守でもあった。
当社の宮司は吾嬬神社の宮司をも兼ねているため、吾嬬神社から出土した土器類は当社が保管している。

## 交通アクセス
- 平井駅より徒歩10分。